# António dos Santos (fadista)
António dos Santos Caio Castanheira (14 de Março 1919, Lisboa - 18 de Setembro de 1993, Lisboa) é um fadista português, conhecido simplesmente por António dos Santos. É filho de Joaquim Caio Castanheira e de Gertrudes Ana dos Santos. Foi casado com Julieta Rebelo Martins com quem teve cinco filhos: dois batizados com o nome dos progenitores, como era costume da época, e Ana, Gi e Manuel. Como familiares próximos contou com o irmão e o meu-irmão, com quem fora criado junto de sua mãe e avó, sendo que seu pai junta-se novamente à companheira após 20 anos, casando-se; e sua filha mais velha. Sua família doa parte do espólio do artista ao Museu do Fado, localizado no carismático Bairro de Alfama.

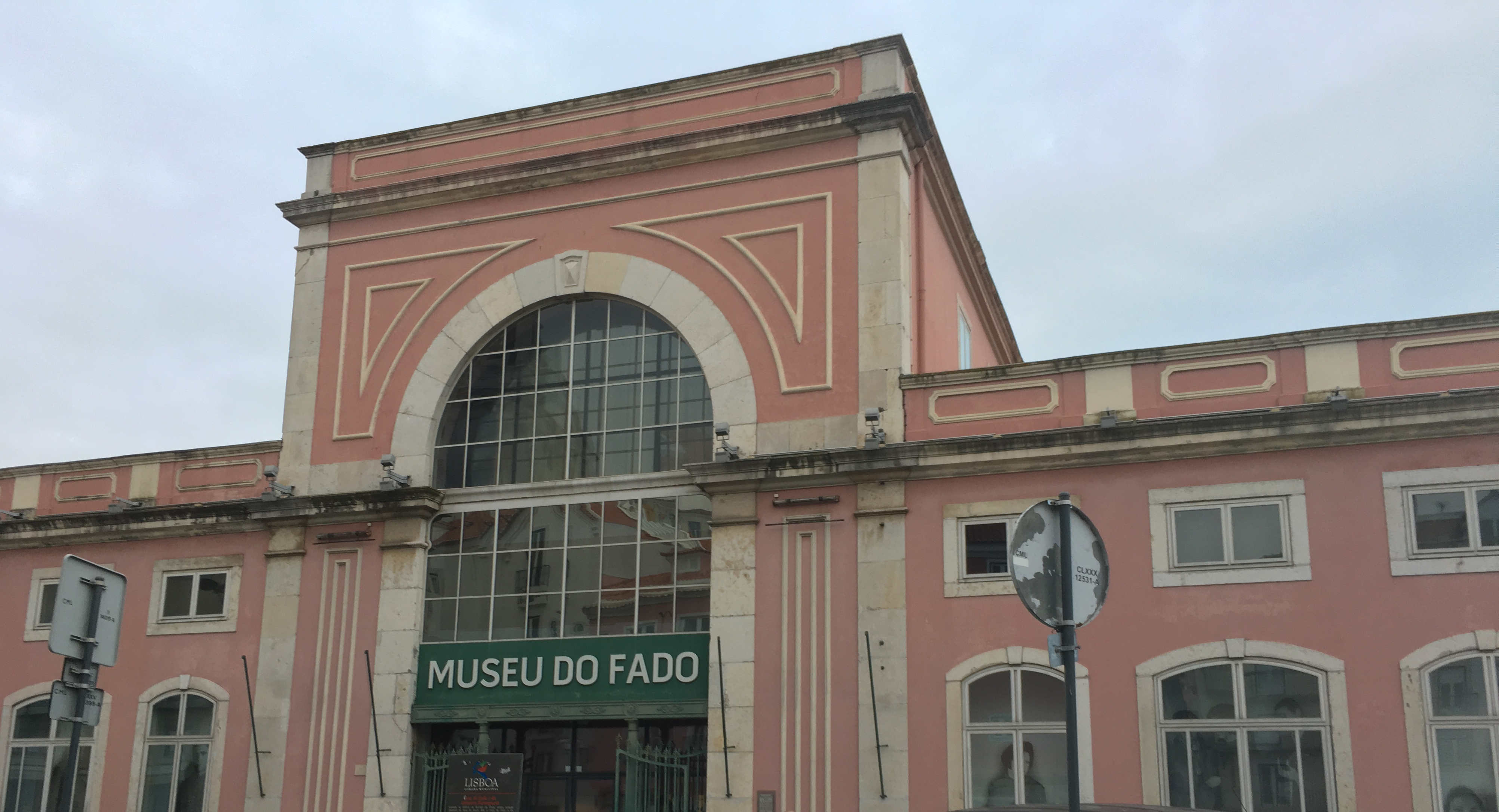
Museu do Fado com o espólio do artista (entrada)

## Biografia
«Alfacinha de gema» (nasce no Hospital de S. José em Lisboa) sendo natural da freguesia do Socorro, o fadista vive grande parte de sua vida na capital de Portugal, primeiro na R.20 de Abril 41, 3ºDto, atual Rua de S.Lázaro, com sua família. Ainda amador e adolescente (15 anos) canta em vários espaços. Quando atinge os 18 anos profissionaliza-se, sendo que o cartão artístico data de 05-03-1938, dois dias após estrear-se no "Café Mondego" e adotando o nome artístico de António dos Santos, tal como refere a antologia do fadista nos media. Casa-se aos 24 anos com Julieta, a 12-08-1943 e, no ano subsequente, torna-se marinheiro com funções de auxiliar de enfermagem e maqueiro, na Marinha Mercante Nacional - companhias Blue Star Line e Mala Real Inglesa (com inscrição na caixa de previdência da marinha a 10-07-1951) para fazer face a despesas familiares, chegando a estar embarcado dois anos (vivendo nos EUA), entre outras longínquas viagens realizadas, mas nunca deixando de cantar.

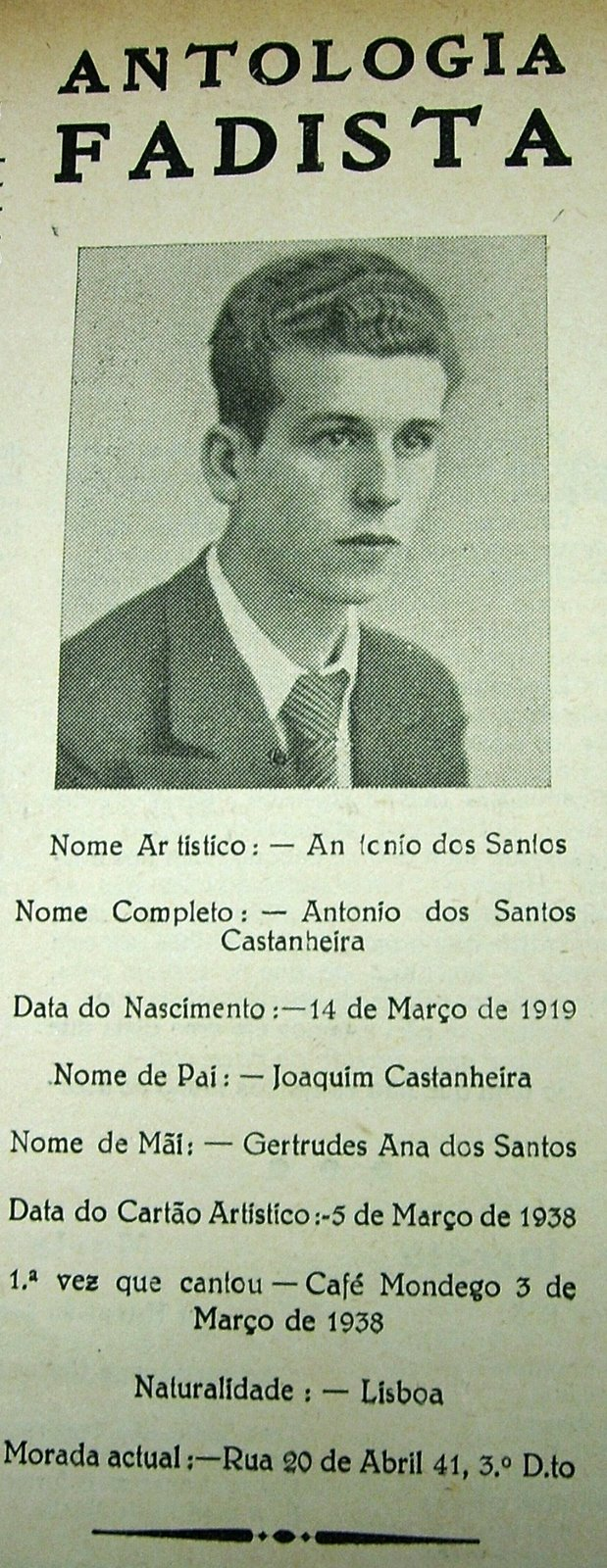
Antologia do Fadista em Jornal (Foto da época)

Vive em Alfama, alguns anos na Tv.S.João da Praça para depois se fixar no Beco da Bicha 9, 1º. Durante os primeiros tempos, e apadrinhado pelo fadista humorístico Joaquim dos Anjos Cordeiro (1903, Lisboa - 1983, Faro), envereda também ele pelo estilo humorístico (Fado Jocoso) e de que resulta o primeiro EP, "Um Congresso de Gatos" (1959). É ainda na década de 50 que abre o seu restaurante, onde canta e toca viola para os seus clientes - o "Solar" do António dos Santos, no Beco do Azinhal 7. Por incentivo do técnico de som Hugo Ribeiro, grava o EP "Alfama-Lisboa" (1964). As baladas caracterizam-no nas duas primeiras décadas de carreira, ficando conhecido como o «Baladeiro de Alfama», sobretudo após participar no Programa Zip-Zip (RTP, 1969), face ao seu estilo ímpar (inconfundível intérprete de fados-baladas) e viver no designado bairro. Mais tarde tenta uma outra vertente, aproximando-se da Balada de Coimbra, mas com menos impacte nos media, tendo menos divulgação. 

É igualmente guitarrista, autor de letras e compositor musical de suas próprias canções e de outras personalidades. Conta com 56 registos na Sociedade Portuguesa de Autores. Carlos do Carmo, Maria Leopoldina Guia, Hélder Moutinho e Marco Oliveira gravaram temas seus. A “Minha Alma de Amor Sedenta” pode ser escutada nas vozes de fadistas como Beatriz da Conceição ("Canta Lisboa", 1979), Mísia (Álbum "Paixões Diagonais", 1999), Raquel Tavares (incluída no repertório da Tour 2014 e no concerto de 2016, no Centro Cultural de Belém) e outros artistas, que se revém neste completo, ainda assim humilde, Baladeiro de Lisboa com tom de voz único, nostálgico e dolente, um talento intemporal.

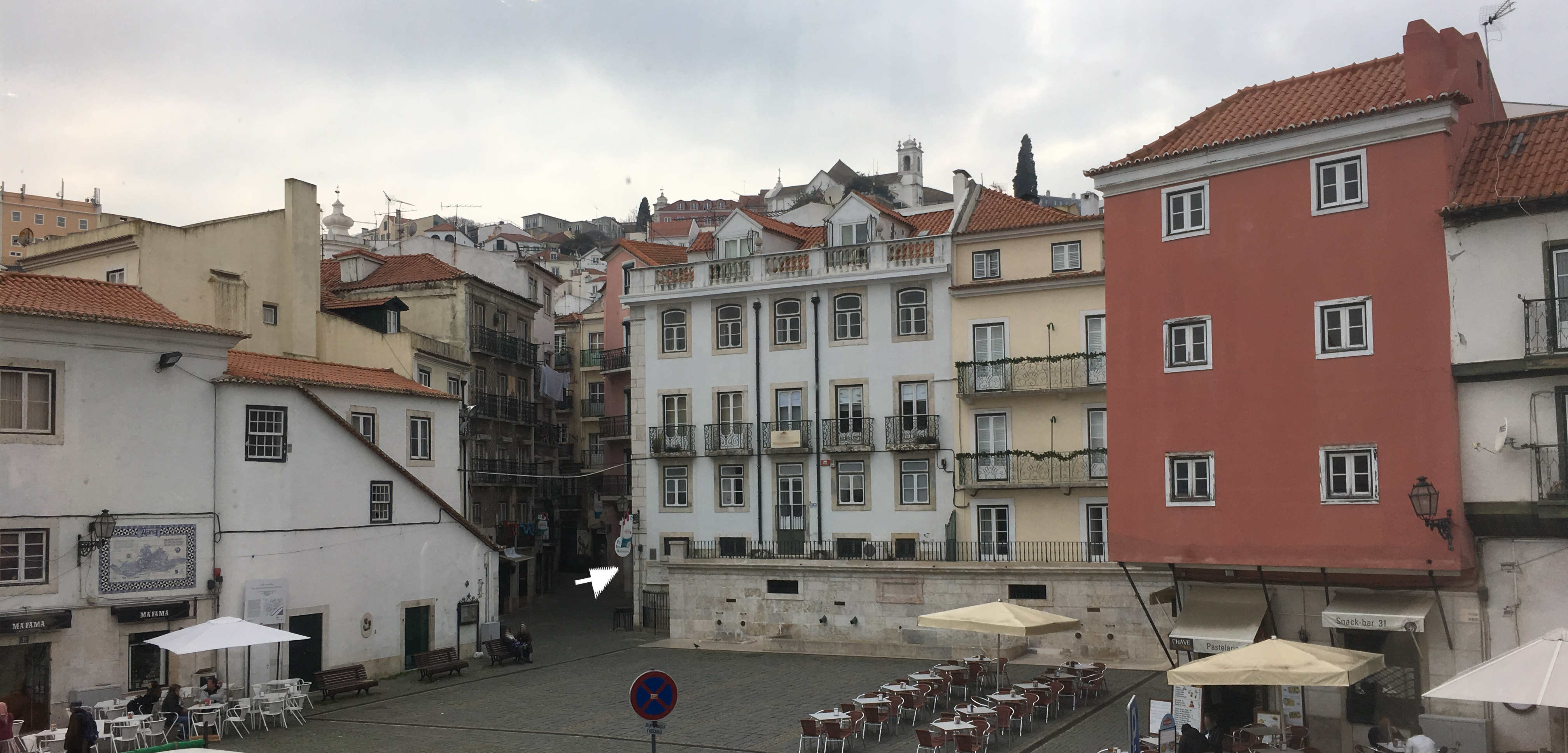
Localização do "Solar" de António dos Santos, em Alfama

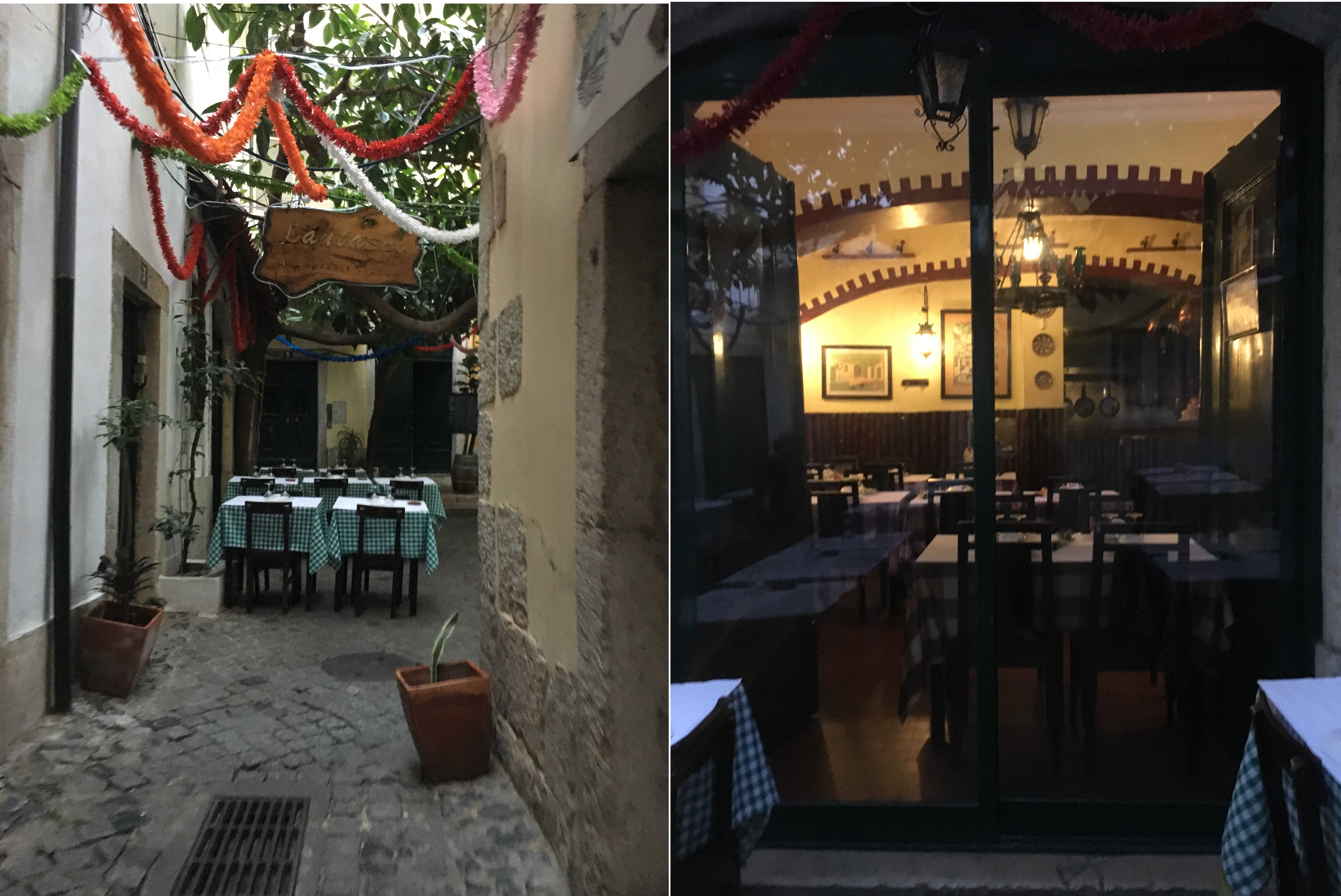
O antigo "Solar" foi vendido ao ainda atual proprietário, que o restaurou (cozinha, garrafeira) e ampliou (zona de mesas) mais tarde, a partir duma casa que era alugada a estivadores

## Locais onde cantou
- "Café Mondego", Lisboa (03-03-1938);[2]
- "Retiro dos Marialvas" (1945);[4]
- "Café Luso" (fins da década de 40), onde atuava com o fadista Joaquim Cordeiro - entre outros, atuava neste badalado espaço, o sobejamente conhecido cantor e ator Tony de Matos;
- Programa da RTP "Zip-Zip", gravado aos Sábados (transmissão em horário nobre às 2ªfeiras) no Teatro Vilarett e apresentado por Fialho Gouveia, Carlos Cruz e Raul Solnado, Lisboa (1969);[4]
- Nau catrineta, Lisboa-Alfama (década 70);
- "Solar" do António dos Santos - vulgo "Cantinho do António" (década de 50 até 1976) no Beco do Azinhal, onde monta um restaurante com a esposa, cozinheira do espaço, igualmente casa de fados onde passam várias personalidades como Alfredo Marceneiro;
- Restaurante "Lautasco" (ex-Solar dos Santos) onde continuou a cantar apesar de vender o espaço em 1976, face este tipo de diversão noturna decrescer de procura com o 25 de Abril de 1974.[4]

## Discografia
ÁLBUNS
| Título | Editora                                                      | Ano                                                | Código        |
| --- | ------------------------------------------------------------ | -------------------------------------------------- | ------------- |
| Saudade *(LP, Álbum) | EMI                                                          | 1972, EMI (1986, Editora Valentim de Carvalho, LP) | 1972- 2609921 |
| É Assim a Minha Alfama- António dos Santos, Conjunto de Guitarras de Jorge Fontes                                        | Roda/Vadeca                                                  | 1977                                               |               |
| >> Versão 1: É Assim a Minha Alfama - António dos Santos, Conjunto de Guitarras de Jorge Fontes                          | Roda/Vadeca                                                  | 1977                                               | SLRL 8001     |
| >> Versão 2: Fados & Baladas (LP, Álbum)                                                                                 | Roda/Vadeca                                                  | 1977                                               | SLRL-8001     |
| Minha Alma de Amor Sedenta *                                                                                             | Columbia, Valentim de Carvalho                               | (1972)                                             |               |
| >> Versão 1: Minha Alma de Amor Sedenta                                                                                  | Edições Valentim de Carvalho                                 | 2003                                               | 5 82081 2 2   |
| >> Versão 2: Minha Alma de Amor Sedenta                                                                                  | Edições Valentim de Carvalho, Som Livre, Som e Imagens, Lda. | 2007                                               | VSL 1150 2    |
| >> Versão 3: Minha Alma de Amor Sedenta                                                                                  | Columbia, Valentim de Carvalho                               | Desconhecida                                       | 8E 046 40121  |
| Fado Angola - (vários cantores) António dos Santos, Alfredo Duarte Jr., Alfredo Marceneiro, Fernando Farinha (LP, Álbum) | Odeon                                                        | Desconhecida                                       | OLP 438       |

SINGLE E EPs
| Título                                           | Editora                       | Ano          | Código    |
| ------------------------------------------------ | ----------------------------- | ------------ | --------- |
| Um Congresso de Gatos (EP)                       | Alvorada                      | 1959         |           |
| Alfama-Lisboa (EP)                               | Columbia/Valentim de Carvalho | 1964         |           |
| Nostalgia de Alfama (7", EP)                     | Columbia                      | 1965         | SLEM 2176 |
| Minha Alma de Amor Sedenta                       | Columbia                      | 1966 (1972)  |           |
| >> Versão 1: Minha Alma de Amor Sedenta (7",EP)  | Columbia                      | 1966         |           |
| >> Versão 2: Minha Alma de Amor Sedenta (7", EP) | Columbia                      | Desconhecida |           |
| Fado é Canto Peregrino (7")                      | Columbia                      | 1968         | SLEM 2329 |
| Penso Que Já Não Existes (EP)                    | Philips/Phonogram             | 1971         |           |

COMPILAÇÕES
| Título                                | Editora                      | Ano  | Código      |
| ------------------------------------- | ---------------------------- | ---- | ----------- |
| O Melhor de António dos Santos * (CD) | Editora Valentim de Carvalho | 1992 |             |
| Essencial (CD)                        | Valentim de Carvalho         | 2014 | CNM500706CD |

- LP "Saudade" * (1986) e "O Melhor de António dos Santos" * (1992), ambos EMI-Valentim de Carvalho, com o mesmo conteúdo do LP "Minha Alma de Amor Sedenta" * (1972) [12]

## Breves
- Excursões turísticas eram publicadas em brochuras pelo SNI (Secretariado Nacional de Informação) para os turistas conhecerem Alfama e as casas de fado - O «solar» recebia cerca de 20-30 turistas e tinha tapas e vinho preparados para esses eventos;
- No fado humorístico o fadista usava brejeirices e rimas à mistura;
- A maioria das líricas nas baladas retrata a vida do mar (referências: marujos, ondas, gaivotas, etc.), em Alfama, as mulheres, o amor, o fado destino e saudade, entre outros assuntos constantes na sua vida (e dos Portugueses);
- Fez o arranjo musical para as canções de grande êxito "Fado é Canto Peregrino", “Gaivotas em Terra” e “Partir é Morrer um Pouco” (poemas de Mascarenhas Barreto);
- Carlos do Carmo canta "Partir é Morrer um Pouco” no álbum “Canoas do Tejo”;
- Mísia (nome artístico de Susana de Aguiar) e Beatriz da Conceição interpretam "A minha Alma de Amor Sedenta" - música e interpretação de António dos Santos, lírica do fadista Alfredo Marceneiro;
- Compositor (música, letra), Intérprete, Músico (viola): "Fado Triste", "Ilusão Perdida", "Disseste-Me Adeus" (letra de Carlos Miguel de Araújo), "Ficas a Saber" (letra de Maria Alexandrina), "Recordando" (letra de António Veloso Reis Camelo);
- António dos Santos possui 56 registos na SPA, sendo maioritariamente composições musicais.[4]

## Canções mais conhecidas
Caraterísticas:
1. Não Tarda a Neve: Poema: António Nobre, Música: António dos Santos, Intérprete: António dos Santos* (in EP "Penso Que Já Não Existes", Philips/Phonogram, 1971). * Francisco Carvalhinho – guitarra portuguesa, Pais da Silva e Martinho d'Assunção – violas José Maria Nóbrega – viola baixo. Produção – Phonogram, Gravado no Estúdio Nacional Filmes, Lisboa.
2. É Assim a Minha Alfama: Letra: Alexandre Fontes, Música: Jorge Fontes, Intérprete: António dos Santos* (in LP "É Assim a Minha Alfama", Roda/Vadeca, 1977). * Conjunto de Jorge Fontes. Produção – Carlos Cunha, Técnico de som – Fernando Santos.
3. Nostalgia de Alfama: Letra: António Veloso Reis Camelo, Música: António dos Santos, Intérprete: António dos Santos* (in EP "Nostalgia de Alfama", Columbia/VC, 1965; LP "Minha Alma de Amor Sedenta", Columbia/VC, 1972, reed. Valentim de Carvalho/Som Livre, 2007). * António Pessoa – viola. Técnico de som – Hugo Ribeiro, Remasterizado por Luís Delgado, nos Estúdios Tcha Tcha Tcha, Miraflores.
4. Recordando: Letra: António Veloso Reis Camelo, Música: António dos Santos, Intérprete: António dos Santos* (in EP "Alfama-Lisboa", Columbia/VC, 1964; LP "Minha Alma de Amor Sedenta", Columbia/VC, 1972, reed. Valentim de Carvalho/Som Livre, 2007). *António Pessoa – viola.Técnico de som – Hugo Ribeiro, Remasterizado por Luís Delgado, nos Estúdios Tcha Tcha Tcha, Miraflores.
5. Fado Triste: Letra e música: António dos Santos, Intérprete: António dos Santos* (in EP "Nostalgia de Alfama", Columbia/VC, 1965; LP "Minha Alma de Amor Sedenta", Columbia/VC, 1972, reed. Valentim de Carvalho/Som Livre, 2007).* António Pessoa – viola.Técnico de som – Hugo Ribeiro, Remasterizado por Luís Delgado, nos Estúdios Tcha Tcha Tcha, Miraflores.
6. Fado é Canto Peregrino: Letra: Augusto Mascarenhas Barreto, Música: António dos Santos, Intérprete: António dos Santos* (in EP "Fado é Canto Peregrino", Columbia/VC, 1968; LP "Minha Alma de Amor Sedenta", Columbia/VC, 1972, reed. Valentim de Carvalho/Som Livre, 2007).* António Pessoa – viola.Liberto Conde – viola baixo, Técnico de som – Hugo Ribeiro, Remasterizado por Luís Delgado, nos Estúdios Tcha Tcha Tcha, Miraflores.
7. Gaivotas em Terra: Letra: Augusto Mascarenhas Barreto, Música: António dos Santos, Intérprete: António dos Santos* (in EP "Fado é Canto Peregrino", Columbia/VC, 1968; LP "Minha Alma de Amor Sedenta", Columbia/VC, 1972, reed. Valentim de Carvalho/Som Livre, 2007).* António Pessoa – viola.Liberto Conde – viola baixo,Técnico de som – Hugo Ribeiro, Remasterizado por Luís Delgado, nos Estúdios Tcha Tcha Tcha, Miraflores.
8. Minha Alma de Amor Sedenta: Letra e música: António dos Santos, Intérprete: António dos Santos* (in EP "Alfama-Lisboa", Columbia/VC, 1964; LP "Minha Alma de Amor Sedenta", Columbia/VC, 1972, reed. Valentim de Carvalho/Som Livre, 2007).* António Pessoa – viola.Técnico de som – Hugo Ribeiro, Remasterizado por Luís Delgado, nos Estúdios Tcha Tcha Tcha, Miraflores.
9. As Tuas Mãos: Letra: Figueiredo Barros, Música: António dos Santos, Intérprete: António dos Santos* (in EP "Alfama-Lisboa", Columbia/VC, 1964; LP "Minha Alma de Amor Sedenta", Columbia/VC, 1972, reed. Valentim de Carvalho/Som Livre, 2007).* António Pessoa – viola. Técnico de som – Hugo Ribeiro, Remasterizado por Luís Delgado, nos Estúdios Tcha Tcha Tcha, Miraflores.
10. Ficas a Saber: Letra: Maria Alexandrina, Música: António dos Santos, Intérprete: António dos Santos* (in EP "Fado é Canto Peregrino", Columbia/VC, 1968; LP "Minha Alma de Amor Sedenta", Columbia/VC, 1972, reed. Valentim de Carvalho/Som Livre, 2007).* António Pessoa – viola. Liberto Conde – viola baixo, Técnico de som – Hugo Ribeiro, Remasterizado por Luís Delgado, nos Estúdios Tcha Tcha Tcha, Miraflores.
11. Disseste-me Adeus: Letra: Carlos Miguel de Araújo, Música: António dos Santos, Intérprete: António dos Santos* (in EP "Nostalgia de Alfama", Columbia/VC, 1965; LP "Minha Alma de Amor Sedenta", Columbia/VC, 1972, reed. Valentim de Carvalho/Som Livre, 2007).* António Pessoa – viola, Técnico de som – Hugo Ribeiro, Remasterizado por Luís Delgado, nos Estúdios Tcha Tcha Tcha, Miraflores.
12. Novamente Primavera: Letra: Alexandre Fontes, Música: António dos Santos, Intérprete: António dos Santos* (in LP "É Assim a Minha Alfama", Roda/Vadeca, 1977). * Conjunto de Jorge Fontes. Produção – Carlos Cunha, Técnico de som – Fernando Santos.
13. De Mãos Amarradas: Letra: Alexandre Fontes, Música: António dos Santos, Intérprete: António dos Santos* (in LP "É Assim a Minha Alfama", Roda/Vadeca, 1977).* Conjunto de Jorge Fontes, Produção – Carlos Cunha, Técnico de som – Fernando Santos.
14. Ilusão Perdida: Letra e música: António dos Santos, Intérprete: António dos Santos* (in EP "Nostalgia de Alfama", Columbia/VC, 1965; LP "Minha Alma de Amor Sedenta", Columbia/VC, 1972, reed. Valentim de Carvalho/Som Livre, 2007).* António Pessoa – viola.Técnico de som – Hugo Ribeiro, Remasterizado por Luís Delgado, nos Estúdios Tcha Tcha Tcha, Miraflores.
15. Partir é Morrer Um Pouco: Letra: Augusto Mascarenhas Barreto, Música: António dos Santos, Intérprete: António dos Santos* (in EP "Fado é Canto Peregrino", Columbia/VC, 1968; LP "Minha Alma de Amor Sedenta", Columbia/VC, 1972, reed. Valentim de Carvalho/Som Livre, 2007).* António Pessoa – viola, Liberto Conde – viola baixo, Técnico de som – Hugo Ribeiro, Remasterizado por Luís Delgado, nos Estúdios Tcha Tcha Tcha, Miraflores.[13]

## Curiosidades
- Era fumador nato, sofria de bronquite e de aerofobia, i.e. medo de andar de avião, razão pela qual recusou o agendamento de concertos no Brasil aquando do auge de sua carreira;[1]
- Atuava no seu «Solar» às mesas, com clientes e/ou amigos, tocando a sua viola. Muitas eram as fotografias tiradas nesses momentos. Algumas eram-lhe entregues com dedicatórias - pode ler-se em duas delas (presente no Espólio do Museu do Fado): "Meinen lieben freund António dos Santos, para sempre Helmut C.Förster...", "Ao querido Senhor António dos Santos. Lembrança da muito agradável noite ao ouvir o genuíno cantor de fados - "António dos Santos" a tê-lo em seguida precisamente no meio de nós (em outubro de 1972). M.Costa Garcia";
- A amizade entre fadistas fez com que Joaquim Cordeiro, fosse padrinho de uma das filhas de António dos Santos (por sua vez, note-se que Joaquim Cordeiro fora padrinho artístico de António dos Santos);
- Terá sido incentivado a gravar o 1º EP sob o título "Alfama-Lisboa" (1964) por Hugo Ribeiro, que viria a ser o técnico de som do mesmo;[13]
- O fadista e esposa viveram em Benfica com a filha mais nova (fins da década de 80, inícios de 90);
- No final de vida saía pouco de casa (sentia desconforto no exterior);
- Encontra-se sepultado junto da família no Cemitério de Benfica.

## Ligações Externas
- Site oficial de Mísia-Track 8, "Minha Alma de Amor Sedenta" - Álbum Paixões Diagonais, 1999
- Lírica de "Minha Alma de Amor Sedenta"
- Lírica de "Partir é Morrer um Pouco"
- Lírica de "Fado é Canto Peregrino"
- Minha Alma de Amor Sedenta - interpretado por Raquel Tavares
- Trechos "Essencial" (2014)